# Olaf Heredia
Carlos Olaf Heredia Orozco (ur. 19 października 1957 w Apatzingán) – meksykański piłkarz występujący na pozycji bramkarza.

## Kariera klubowa
Heredia zawodową karierę rozpoczynał w 1978 roku w klubie UNAM Pumas. W 1980 roku wygrał z nim Puchar Mistrzów CONCACAF. W 1981 roku zdobył z zespołem mistrzostwo Meksyku oraz Copa Interamericana, a w 1982 roku ponownie zwyciężył z nim w rozgrywkach Pucharu Mistrzów CONCACAF. W ciągu sześciu sezonów w barwach UNAM Pumas rozegrał 199 spotkań.
W 1984 roku Heredia odszedł do Tigres UANL. Spędził tam trzy sezony. W 1987 roku przeniósł się do drużyny Monarcas Morelia. Jego barwy reprezentował również przez trzy sezony, łącznie zaliczając tam 110 meczów. W latach 1990–1993 występował w Cruz Azul, gdzie zagrał w 51 meczach. Potem grał w ekipie Santos Laguna, z którą w 1996 roku mistrzostwo fazy Invierno. W 1997 roku Heredia zakończył karierę.

## Kariera reprezentacyjna
W reprezentacji Meksyku Heredia zadebiutował 25 października 1983 roku w wygranym 5:0 towarzyskim meczu z Salwadorem. W 1986 roku został powołany do kadry narodowej na Mistrzostwa Świata. Nie zagrał jednak na nich w żadnym pojedynku. Z tamtego turnieju Meksyk odpadł w ćwierćfinale. W latach 1983–1986 w drużynie narodowej Heredia rozegrał w sumie 18 spotkań.